# Eldheere

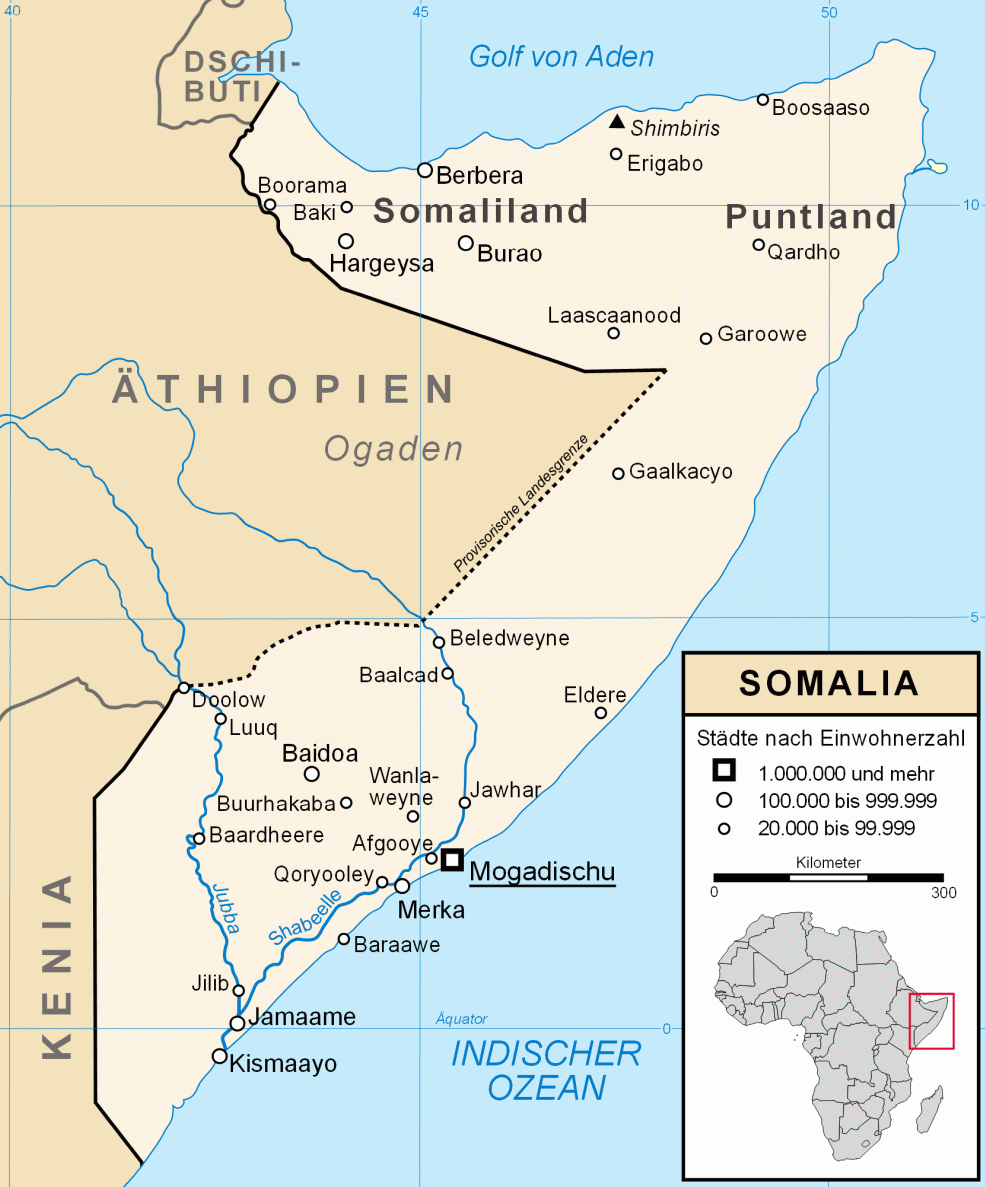
Karte Somalias

Eldhere (auch Ceeldhere, Eeldheere, El Dere, Haradere oder Xaradere geschrieben) ist eine Stadt in Zentral-Somalia mit etwa 27.000 Einwohnern. Sie liegt in der Region Galguduud nahe der Küste am Indischen Ozean.